# Luiz Henrique Byron de Mello
Luiz Henrique Byron de Mello (Rio de Janeiro, 25 de fevereiro de 1949), mais conhecido como Luiz Henrique, é um ex-futebolista brasileiro que jogava como atacante. Defendeu a Seleção Brasileira Olímpica nos Jogos Olímpicos da Cidade do México, em 1968. Ao todo, pela Seleção Olímpica, fez 6 jogos (1 vitória, 2 empates e 3 derrotas).
Entre 1967 e 1970, defendeu as cores do Flamengo por 26 jogos, anotando 2 gols pelo clube.